# Janni Thorsteinsen
Janni Thorsteinsen (...) è un'ex sciatrice alpina norvegese.

## Biografia
Janni Thorsteinsen vinse la medaglia d'oro nella discesa libera ai Campionati norvegesi 1976; non prese parte a rassegne olimpiche e non ottenne piazzamenti di rilievo in Coppa del Mondo o ai Campionati mondiali.

## Palmarès

### Campionati norvegesi
- 1 oro (discesa libera nel 1976)[1]